# Zanima.me
Zanima.me je slovenski spletni medij, ki je bil po mesecih ustanavljanja prvič objavljen 4. maja 2025. Direktor medija je Igor Vovk, odgovorni urednik Rok Čakš, urednik video vsebin pa Mirko Mayer.
Poleg novic in kolumn na spletnem portalu medij tedensko izdaja tudi politični podkast Tedenski safari.

## Ustvarjalci
Medij trenutno soustvarjajo:
- Direktor: Igor Vovk
- Odgovorni urednik: Rok Čakš
- Urednik video vsebin: Mirko Mayer
- Novinarji in kolumnisti: Rok Čakš, Peter Merše, Mirko Mayer, Andreja Barat, Rok Frelih, Teo Petrovič Presetnik
- Gostujoči kolumnisti: Gabriel Kavčič, Žiga Turk, Martin Nahtigal
- Voditelja Tedenskega safarija: Peter Merše, Mirko Mayer.

## Tedenski safari
Tedenski safari po politični savani, s sloganom podkast, ki ga spremljajo lévi in desni, ter levi in besni, je komentatorsko-analitični podkast o politiki, ki izhaja vsak petek na platformah za podkaste. Ustvarjata ga novinarja Peter Merše in Mirko Mayer, ki se jima občasno pridružijo tudi gosti. Ob tem občasno izhaja tudi edicija Bonus safari, kjer voditelja gostita politične akterje ali pa komentirata posebne politične dogodke.

### Seznam oddaj
| #  | Datum              | Tema                                                | Gost              |
| -- | ------------------ | --------------------------------------------------- | ----------------- |
| 1  | 6. september 2024  | Država v mesoreznici                                | /                 |
| 2  | 13. september 2024 | Saga o dveh komisarjih                              | /                 |
| 3  | 20. september 2024 | Zgodovinski met                                     | /                 |
| 4  | 27. september 2024 | Lučke, laži in odstop                               | /                 |
| 5  | 4. oktober 2024    | Miss OZN in vohun                                   | /                 |
| 6  | 11. oktober 2024   | Logar izstopil, nas čakajo volitve?                 | /                 |
| 7  | 18. oktober 2024   | Težave z dvojino                                    | /                 |
| 8  | 25. oktober 2024   | Jedrski manevri Goloba in Janše                     | /                 |
| 9  | 1. november 2024   | Reformacija po Kučanu                               | Bojan Požar       |
| 10 | 8. november 2024   | Robi Harris in Janez Trump                          | /                 |
| 11 | 15. november 2024  | Blagoslovljena omrežnina in trenirka na dražbi      | /                 |
| 12 | 22. november 2024  | Zagovor na tržnici                                  | /                 |
| 13 | 29. november 2024  | Sudija majmune                                      | Mitja Čander      |
| 14 | 6. december 2024   | Ko boš prišel na Bled: Za vas imamo veliko vprašanj | /                 |
| 15 | 13. december 2024  | Basen o palači in kurbišču                          | /                 |
| 16 | 20. december 2024  | Turbo Robi, vrhovni policist in Sandra Afrika       | Sebastjan Jeretič |
| 17 | 27. december 2024  | Kronske afere leta 2024                             | Aljuš Pertinač    |
| 18 | 3. januar 2025     | Bipolarna Slovenija v multipolarnem svetu           | Aljuš Pertinač    |